# A Live One
A Live One è un album dal vivo della rock band statunitense Phish, pubblicato il 27 giugno 1995 dalla Elektra Records. Il disco fu la prima pubblicazione live ufficiale della band. Ogni traccia dell'album fu registrata nel corso di un diverso concerto in svariate location degli Stati Uniti, durante i tour estivo, autunnale e invernale nell'anno 1994. L'attività live di quel periodo era finalizzata soprattutto alla promozione del disco Hoist, uscito poco prima nello stesso anno, ciononostante in A Live One compaiono svariate canzoni che non erano mai state registrate dai Phish. Il brano Montana, inoltre, non è una vera e propria composizione ma un breve estratto dalla ben più lunga improvvisazione su Tweezer che la band aveva eseguito durante il concerto a Bozeman, nello stato del Montana. In questo disco, il brano Montana funge semplicemente da introduzione a You Enjoy Myself, la cui esecuzione è una delle più note versioni del pezzo.
I Phish ricevettero la loro prima certificazione RIAA per questo disco: l'album divenne infatti disco d'oro il 10 novembre 1995 e disco di platino il 9 ottobre 1997. A Live One salì anche alla posizione #22 tra i 100 migliori album degli anni novanta nella classifica Nude as the News.

## Tracce

### Disco 1
1. "Bouncing Around the Room" (Anastasio, Marshall) – 4:08
  - registrato il 31 dicembre 1994
2. "Stash" (Anastasio, Marshall) – 12:31
  - registrato l'8 luglio 1994
3. "Gumbo" (Anastasio, Fishman) – 5:14
  - registrato il 2 dicembre 1994
4. "Montana" (Anastasio, Fishman, Gordon, McConnell) – 2:04
  - registrato il 28 novembre 1994
5. "You Enjoy Myself" (Anastasio) – 20:57
  - registrato il 7 dicembre 1994
6. "Chalk Dust Torture" (Anastasio, Marshall) – 6:48
  - registrato il 16 novembre 1994
7. "Slave to the Traffic Light" (Abrahams, Anastasio, Pollak) – 10:46
  - registrato il 26 novembre 1994

### Disco 2
1. "Wilson" (Anastasio, Marshall, Woolf) – 5:07
  - registrato il 30 dicembre 1994
2. "Tweezer" (Anastasio, Fishman, Gordon, McConnell) – 30:55
  - registrato il 2 novembre 1994
3. "Simple" (Gordon) – 4:53
  - registrato il 10 dicembre 1994
4. "Harry Hood" (Anastasio, Fishman, Gordon, Long, McConnell) – 15:11
  - registrato il 23 ottobre 1994
5. "The Squirming Coil" (Anastasio, Marshall) – 12:30
  - registrato il 9 ottobre e il 23 ottobre 1994

## Formazione
- Trey Anastasio - chitarra, voce
- Page McConnell - tastiere, voce
- Mike Gordon - basso, voce
- Jon Fishman - batteria, voce

Musicisti ospiti
I Giant Country Horns in Gumbo:
- Peter Apfelbaum – sax tenore
- Carl Gerhard – tromba
- Dave Grippo – sax alto
- James Harvey – trombone
- Michael Ray – tromba